# الحب مجهود ضائع

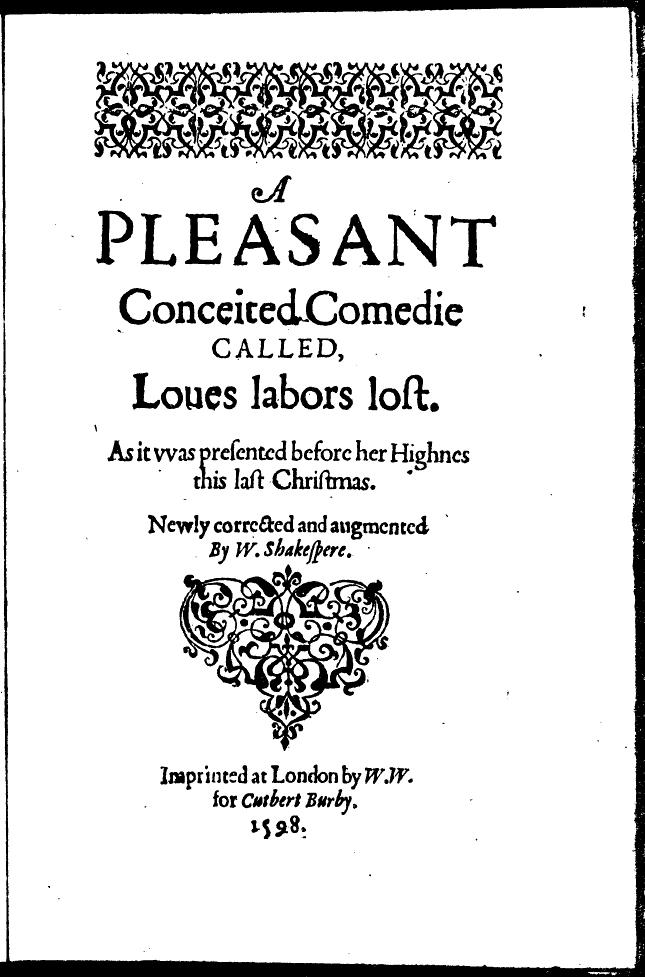
غلاف الحب مجهود ضائع

الحب مجهود ضائع (بالإنجليزية: Love's Labour's Lost)‏ أو عذاب الحب الضائع هي رواية كوميدية للكتب الإنجليزي وليم شكسبير مكتوبة على الأرجح بين 1595-1596، في فترة روميو وجولييت وحلم ليلة صيف.

## ملخص الرواية
تدور أحداثها عن قصة حب تعاني من العديد من المصاعب وتصمد برغم كل شئ ولكن تشاء الظروف أن تفرق بين بطليها ويبرع شكسبير في وصف حال كل بطل وحجم العذاب الذي يعانيه بعيدا عن حبيبه وهل ستجمعهم الظروف ثانية أم سيعيش كل منهم في عذاب الحب الضائع.

## الشخصيات
- فرديناند – ملك نَبَارَّة
- لورد بيرون، لورد لونجفيل ولورد دوماين – حاشية الملك
- أمير فرنسا، فيما بعد ملكة فرنسا
- ليدي روزالين، ليدي ماريا، ليدي كاثرين وبوايه – حاشية الأميرة
- مركاد – رسول
- دون أدريانو دي أرمادو – فارس أسباني
- موث – غلام فارس [الإنجليزية] لأرمادو
- سير ناثانيال – مساعد كاهن
- هلوفارن – ناظر مدرسة
- دول – كونستابل [الإنجليزية]
- كوستارد – قروي
- جاكينات – بغي القرية
- فورستر
- ضباط وآخرون، حاشية الملك والأميرة